# Rudolf Skuherský

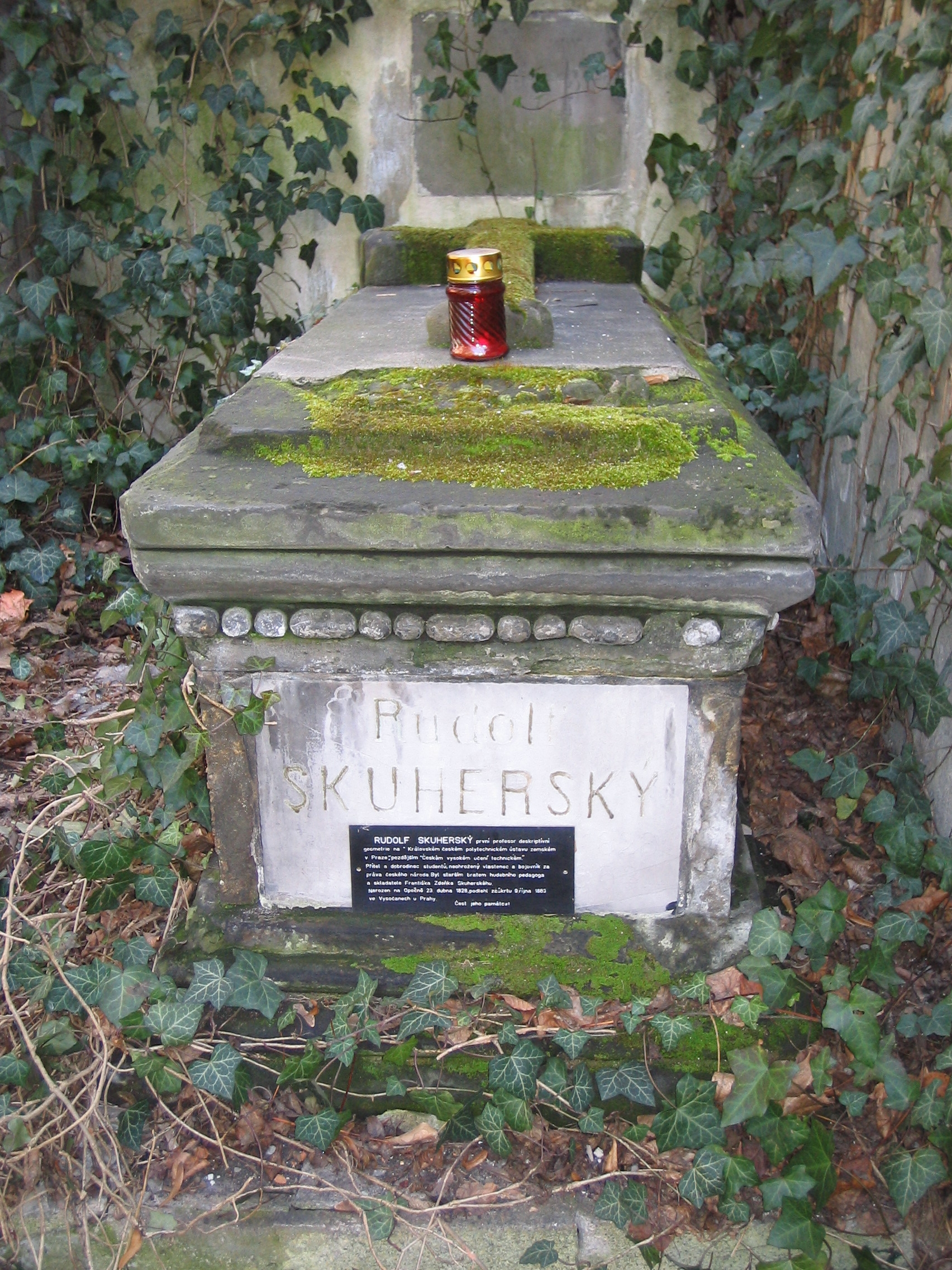
Hrob Rudolfa Skuherského na pražských Olšanských hřbitovech

Rudolf Skuherský (23. dubna 1828 Opočno – 9. října 1863 Praha) byl český matematik, první profesor deskriptivní geometrie na polytechnice v Praze a zastánce zrovnoprávnění češtiny a němčiny jako vyučovacích jazyků.

## Mládí
Navštěvoval gymnázium v Hradci Králové a v Broumově, poté pokračoval na reálce v Praze. V roce 1844 se zapsal na pražskou polytechniku: studoval matematiku (u Christiana Dopplera), fyziku a botaniku. Po roce odešel na tři léta pracovat do rodného Opočna jako hospodářský úředník. V roce 1848 se do Prahy na techniku vrátil a posléze pokračoval ve studiu ve Vídni, kde studia zakončil.

## Pedagogická činnost
Ve Vídni Skuherský v roce 1850 (pod vedením prof. Höniga) publikoval svou první práci z deskriptivní geometrie (Ortografická rovnoběžná perspektiva; Die orthographische Parallelperspective, in: Sitzungsberichte der kaiserlichen Akademie der Wissenschaften, svazek 5) a v akademickém roce 1851–52 byl asistentem deskriptivní geometrie. V roce 1852 přesídlil do Prahy, kde byl na polytechnice jmenován mimořádným profesorem deskriptivní geometrie a průpravného technického kreslení a dva roky poté byl jmenován prvním profesorem řádným. Na počátku 60. let se zasazoval o reformu pražské polytechniky, avšak výsledku se nedožil, neboť v roce 1863 zemřel na záškrt ve věku 35 let.

## Politická a spolková činnost
Krátce po řádných zemských volbách v roce 1861 byl v doplňovací volbě počátkem dubna 1861 zvolen na Český zemský sněm za kurii venkovských obcí, obvod Chrudim, Nasavrky.
Společně s profesory Kořistkou a Jelinkem se zasazoval za rovnoprávnost češtiny jako vyučovacího jazyka na polytechnice. V akademickém roce 1861–62 zahájil přednášky z deskriptivní geometrie vedle němčiny i v českém jazyce. Ty se staly prvními česky proslovenými přednáškami na pražské polytechnice. Ve školním roce 1864–65 byly pak oba jazyky zrovnoprávněny. Dvojjazyčné období vyvrcholilo rozdělením polytechniky na českou a německou (r. 1869–70).
Rudolf Skuherský byl činný také v nově vzniklé sokolské Tělocvičné jednotě. Ustavující valná hromada, která prvním starostou zvolila Jindřicha Fügnera a místostarostou Miroslava Tyrše, profesora Skuherského zvolila členem výboru.

## Vědecká činnost
Skuherský je tvůrcem tzv. ortografické paralelní perspektivy, která však vzhledem k rozvoji axonometrické projekce nedosáhla velkého rozšíření. Jeho vědecká a pedagogická činnost stála u zrodu české geometrické školy. Dnes se studenti seznamují se Skuherského metodou v pravoúhlé axonometrii a řeší pomocí ní mj. metrické úlohy.